# Dálniční křižovatka Horní Počernice
Dálniční křižovatka Horní Počernice je mimoúrovňová křižovatka na území hlavního města Prahy u Horních Počernic. Kříží se zde Pražský okruh s dálnicí D11.

## Poloha
Dálniční křižovatka se nachází na severovýchodním okraji hlavního města Prahy na katastrálním území Horních Počernic. Křižovatka se nachází v nadmořské výšce 231 m n. m.

## Popis
Dálniční křižovatka Horní Počernice je mimoúrovňová křižovatka Pražského okruhu procházející zde severojižním směrem a dálnice D11, která na této křižovatce začíná. Na dálnici D11 navazuje Chlumecká ulice. Současně po Pražském okruhu prochází evropská silnice E55 a E65. Po dálnici D11 prochází evropská silnice E67.
Dálniční křižovatka Horní Počernice je provedena jako smíšený typ turbínové a čtyřlístkové čtyřramenné dálniční křižovatky.

## Historie výstavby
Dálniční křižovatka Horní Počernice byla uvedena do provozu 12. října 1984 spolu se zprovozněním úseku Pražského okruhu ze Satalic do Horních Počernic a úseku dálnice D11 z Prahy do Bříství včetně navazujícího úseku Chlumecké ulice.